# 熙川青年駅
熙川青年駅（ヒチョンチョンニョンえき、朝鮮語: 희천청년역）は朝鮮民主主義人民共和国慈江道熙川市にある駅で、満浦線に属する。 

## 歴史
- 1934年11月1日：開業[1]。

## 隣の駅
満浦線
富成駅 - 熙川青年駅 - 清下駅